# Allochernes japonicus
Espèce
Synonymes
- Toxochernes japonicus Morikawa, 1953

Allochernes japonicus est une espèce de pseudoscorpions de la famille des Chernetidae.

## Distribution
Cette espèce se rencontre au Japon et en Corée du Sud.

## Étymologie
Son nom d'espèce lui a été donné en référence au lieu de sa découverte, le Japon.

## Publication originale
- Morikawa, 1953 : Notes on Japanese Pseudoscorpiones. II. Family Cheiridiidae, Atemnidae and Chernetidae. Memoirs of Ehime University, sér. 2B, vol. 1, p. 345-354.